# Busted (álbum)
Busted es el primer álbum de la banda de pop-rock Busted. Fue lanzado al mercado por Universal Island Records el 30 de septiembre de 2002 y alcanzó el número 2 en enero del año siguiente (3 meses después), tras el éxito del segundo sencillo "Year 3000". Los temas "What I Go to School For", "You Said No" y "Sleeping with the Light On" también fueron lanzados como sencillos, y los tres llegaron al número tres del UK Singles Chart.
En una reedición del álbum, cambiaron el nombre del tema "Crash and Burn" por "You Said No". En la versión europea, las canciones "When Day Turns Into Night", "Everything I Knew" y el interludio "Extra Exceedingly" no aparecen. 
Seis canciones fueron coescritas con John McLaughlin y/o Steve Robson, que a menudo colaboran entre sí; las otras cinco por los tres integrantes de la banda, Charlie Simpson, Matt Willis y James Bourne. El tema "Britney" está dedicado a la cantante Britney Spears.
Los Jonas Brothers versionearon los temas "What I Go to School For" y "Year 3000", y aparecieron en su disco de 2006 It's About Time.
Fue el 8.º álbum más vendido de 2003 en el Reino Unido.
El álbum ha sido certificado como triple disco de platino en el Reino Unido.

## Lista de temas
1. "What I Go to School For" (Bourne, Willis, McLaughlin, Robson, Simpson) (3:30)
2. "You Said No (originalmente llamada Crash And Burn)" (Bourne, Willis, McLaughlin, Robson, Simpson)  (2:47)
3. "Britney" (Bourne, McLaughlin, Robson) (3:30)
4. "Losing You" (Bourne, Willis, McLaughlin, Robson, Simpson) (3:54)
5. "Year 3000" (Bourne, Willis, Robson, Simpson) (3:17)
6. "Psycho Girl" (Bourne) (3:51)
7. "All the Way" (Bourne, Willis, Simpson) (2:26)
8. "Sleeping with the Light On" (Bourne, Willis) (3:38)
9. "Dawson's Geek" (Bourne, Willis, Simpson) (2:27)
10. "When Day Turns Into Night" (Bourne, Willis, McLaughlin, Robson, Simpson) (3:35)
11. "Everything I Knew" (Bourne, Willis, McLaughlin, Robson, Simpson) (3:10)
12. "Without You" (Robson, Simpson) (4:09)
13. "Extra Exceedingly Fitness" (0:18)
14. "Loser Kid" (Bourne, Willis, Simpson) (3:48)

## Créditos
- James Bourne - Voz, guitarra, piano
- Charlie Simpson - Voz, guitarra, piano, batería
- Matt Willis - Voz, bajo
- Tom Elmhirst - Mixing
- John McLaughlin - Productor, arreglos de cuerda
- Ellis Parrinder - Fotografía
- Steve Robson - Productor, mixing, instrumentación
- Sidh Solanki - Programación
- Syze Up - Programación
- Jeremy Wheatley - Mixing